# Eleições estaduais em Santa Catarina em 1994
As eleições estaduais em Santa Catarina em 1994 ocorreram em 3 de outubro como parte das eleições gerais no Distrito Federal e em 26 estados. Foram eleitos o governador Paulo Afonso Vieira, o vice-governador Augusto Hülse, e os senadores Vilson Kleinübing e Casildo Maldaner, além de 16 deputados federais e 40 estaduais.
Após um complicado processo de negociações — influenciado fortemente pelos arranjos nacionais e em que o momento chave é a saída de Esperidião Amin do pleito estadual — acabam por se constituir quatro candidaturas ao governo do Estado de Santa Catarina, em 1994. De um lado, negociavam os partidos da União por Santa Catarina — coligação envolvendo PPR, PFL e vários pequenos partidos conservadores — que já governavam o Estado desde as últimas eleições, de outro, os partidos que, nas eleições de 1990, formaram a Frente Popular (PDT, PT, PSB, PPS e PCdoB), além de PSDB e PMDB. 
No âmbito da União, havia consenso em torno do nome de Esperidião Amin para o governo do estado, e Raimundo Colombo para vice. Porém, com a desistência de Amin para concorrer à presidência, no lugar de Paulo Maluf), a coligação implode. PPR e PFL acabam por sair com candidatos próprios, já que Jorge Bornhausen também já havia se comprometido com a candidatura de Fernando Henrique Cardoso (sendo, portanto, inviável manter a coligação com o PPR no Estado, com Amin candidato presidência). As bases partidárias,por outro lado, pressionavam para a manutenção da União, o que acaba ocorrendo no âmbito das eleições proporcionais. 
Entre os partidos do centro à esquerda, o PMDB tentava articular uma coligação, preferencialmente com o PSDB e o PDT. Estes se dividiam entre esse tipo de coligação — com maior viabilidade eleitoral, mas em situação menos vantajosa, para eles na chapa majoritária — e uma coligação mais à esquerda, com os partidos que haviam formado antes a Frente Popular (já que uma coligação mais abrangente, unindo toda a esquerda e centro-esquerda ao PMDB era vetada pelo PT). 
Até a saída de Amin do pleito estadual, era a primeira dessas opções a mais provável, visto que, contra o favoritismo de Amin, haveria que se constituir uma chapa forte. Com a saída de Amin, a segunda opção prevalecerá: forma-se a Frente Popular, que repete a coligação feita em 1990, incluindo agora o PSDB (que, então, havia saído isoladamente). Sobra ao PMDB, coligar-se com partidos pouco expressivos, como o PSD, PV, PRP e PMN. 
Ao final das negociações, prevalece o seguinte quadro. pelo PPR, a candidata é Ângela Amin, esposa de Esperidião Amin, que se projetou na política a partir de sua atuação como primeira-dama, especialmente por sua gestão no projeto Pró-Criança e pela"ação comunitária" desenvolvida através da LADESC (Liga de Apoio ao Desenvolvimento Social Catarinense). A partir daí,e capitalizando o prestigio politico do marido, elegeu-se a vereadora mais votada em Florianópolis no ano de 1988 e a deputada federal também mais votada no Estado, em 1990. Sua campanha baseou-se num discurso centrado na "família catarinense", quando se propunha a "fazer pela família o que já havia feito pela criança" (através do Pró-Criança). 
Pelo PFL sai Jorge Bornhausen. Membro da mais longeva oligarquia do Estado, tradicionalmente ligada ao setor financeiro, JKB foi vice-governador em 1965 (a partir de manobra jurídica visando viabiliza-lo como substituto do vice que havia sido cassado) e governador biônico, entre 1979 e 1982. Foi também ministro no governo da "Nova República". A única eleição de que participou e venceu, por 1500 votos de diferença, foi a de senador, em 1982 (uma das eleições mais contestadas, em termos de legitimidade, no Estado). Seu prestigio politico se deve principalmente a seu talento como articulador, além de suas vinculações orgânicas com o empresariado. Sua estratégia básica de campanha foi atrela-la totalmente campanha de FHC (a ponto de dizer em debate, na TV, que, se o eleitor não fosse votar em FHC, seria melhor votar em outro candidato ao governo do Estado que não ele próprio). O ponto decisivo de sua campanha realmente se deu quando da primeira vinda de FHC ao Estado como candidato: JKB consegue que FHC declare claramente seu apoio a ele (já que o candidato da Frente Popular também disputava esse apoio). Um dado importante da campanha foi a exacerbação dos ânimos entre lideranças importantes do PPR e do PFL (que até ali vinham solidamente unidas desde pelo menos desde 1990). Neste nível de cúpula há troca de acusações e ameaças, embora as bases do partido se esforcem por manter a União. 
Pelo PMDB (Coligação com PSD, PV, PMN e PRP) concorre Paulo Afonso Vieira: politico de perfil moderado, foi o mais jovem dos concorrentes. Em uma rápida carreira política, elegeu-se deputado estadual em 1986, tendo ocupado o cargo de Secretário Estadual de Finanças do governo Pedro Ivo/Casildo Maldaner (PMDB) , entre dezembro de 1988 e março de 1990. Em 1990 foi candidato ao governo estadual pelo partido, tendo ficado em 2° lugar. De lá para cá perseguiu de forma persistente seu projeto de ser governador, tendo ficado praticamente 4 anos em campanha. Em relação à candidatura de Orestes Quércia, o partido praticamente não se engajou, embora não houvesse criticas declaradas ao candidato e a única defecção importante tivesse sido a do prefeito de Blumenau Renato Vianna, que apoiou FHC no plano nacional. 
O candidato da Frente Popular (PDT, PT, PSDB, PSB, PPS, PCdoB), foi Nelson Wedekin (oriundo do setor "progressista" do PMDB, partido pelo qual foi eleito em 1986, filiou-se ao PDT em 1989). As negociações para a formação da Frente resultaram numa composição complicada para a chapa majoritária, com o candidato a governador sendo do PDT, o candidato a vice, do PSDB, e os dois candidatos ao senado, do PT. O complicador foi o fato do candidato a vice (ex-deputado federal e empresário Vilson de Souza, do PSDB) apoiar FHC para a presidência. Além disso o próprio candidato ao governo tentou mostrar que tinha livre transito não só com Brizola e Lula (que o apoiavam), mas também com o candidato tucano a presidência. Além dessa tentativa de se aproximar da candidatura FHC não ter tido resultados práticos (pois FHC manifestou apoio a Jorge Bornhausen), esse jogo foi criticado pelo PT, cujos militantes — que já não tinham grande apreço pelos candidatos a governador e a vice — acabaram não se engajando na campanha ao governo do Estado. 
A candidata Angela Amin venceu o 1° turno por boa margem de votos, alcançando 45,86% do total dos votantes, e obteve mais votos que a soma dos votos do segundo e terceiro colocados. Por pouco, ela não vence já no 1° turno, mesmo tendo sido a deputada federal mais votada em 1990, esse resultado é muito significativo, pois antes da campanha ela ainda não tinha nome consolidado a nível estadual. Além disso, sua vitória foi disseminada em todo o estado: venceu em 213 dos 260 municípios; das 22 microrregiões, apenas em uma (Sul) ela não foi a mais votada.
Os realinhamentos partidários para o 2° turno foram francamente favoráveis ao candidato peemedebista, contribuindo de forma fundamental para sua vitória, revertendo o resultado do 1° turno. A briga de Ângela Amin com o deputado Pedro Bittencourt Neto, que em seguida sairia do PPR rumo ao PFL, e o rompimento entre Jorge Bornhausen e os Amin. Bornhausen apoiou claramente Paulo Afonso, levando consigo boa parte do PFL, embora uma parte deste partido tenha apoiado Ângela Amin. PSDB e PDT também encamparam a campanha de Paulo Afonso. No PT, as principais lideranças do partido pediram voto para o candidato do PMDB, embora com resistências nas bases do partido.

## Resultado da eleição para governador

### Primeiro turno
| Candidatos a governador do estado | Candidatos a vice-governador | Número | Coligação                                                         | Votação   | Percentual |
| --------------------------------- | ---------------------------- | ------ | ----------------------------------------------------------------- | --------- | ---------- |
| Ângela Amin PPR                   | Milton Sander PP             | 11     | União por Santa Catarina (PPR, PP, PTB, PSC)                      | 1.001.466 | 45,86%     |
| Paulo Afonso Vieira PMDB          | Augusto Hülse PMDB           | 15     | Viva Santa Catarina (PMDB, PTRB, PMN, PSD, PV, PRP)               | 742.643   | 34,00%     |
| Jorge Bornhausen PFL              | Plínio de Nês Filho PL       | 25     | Nova Santa Catarina (PFL, PL)                                     | 240.783   | 11,03%     |
| Nelson Wedekin PDT                | Vilson Souza PSDB            | 12     | Frente Popular de Santa Catarina (PDT, PSDB, PT, PPS, PSB, PCdoB) | 199.045   | 9,11%      |
| Fontes:                           |                              |        |                                                                   |           |            |

### Segundo turno
| Candidatos a governador do estado | Candidatos a vice-governador | Número | Coligação                                           | Votação   | Percentual |
| --------------------------------- | ---------------------------- | ------ | --------------------------------------------------- | --------- | ---------- |
| Paulo Afonso Vieira PMDB          | Augusto Hülse PMDB           | 15     | Viva Santa Catarina (PMDB, PTRB, PMN, PSD, PV, PRP) | 1.288.044 | 50,80%     |
| Ângela Amin PPR                   | Milton Sander PP             | 11     | União por Santa Catarina (PPR, PP, PTB, PSC)        | 1.247.562 | 49,20%     |
| Fontes:                           |                              |        |                                                     |           |            |

## Resultado da eleição para senador
| Candidatos a senador da República | Candidatos a suplente de senador                      | Número | Coligação                                                         | Votação | Percentual |
| --------------------------------- | ----------------------------------------------------- | ------ | ----------------------------------------------------------------- | ------- | ---------- |
| Vilson Kleinübing PFL             | Geraldo Althoff PFL Adir Gentil PFL                   | 252    | Nova Santa Catarina (PFL, PL)                                     | 914.799 | 26,33%     |
| Casildo Maldaner PMDB             | Henrique Loyola PMDB Estefânia Marchetti PMDB         | 152    | Viva Santa Catarina (PMDB, PTRB, PMN, PSD, PV, PRP)               | 682.252 | 19,64%     |
| Luci Choinacki PT                 | Péricles Prade PDT Álvaro Manoel Pereira PT           | 133    | Frente Popular de Santa Catarina (PDT, PSDB, PT, PPS, PSB, PCdoB) | 621.366 | 17,88%     |
| Luiz Gomes PPR                    | Norival Fischer PPR Astor dos Santos PPR              | 112    | União por Santa Catarina (PPR, PP, PTB, PSC)                      | 520.012 | 14,97%     |
| Lourenço Herter PT                | Francisco Balthazar PT Maria Aparecida de Oliveira PT | 132    | Frente Popular de Santa Catarina (PDT, PSDB, PT, PPS, PSB, PCdoB) | 296.277 | 8,53%      |
| Ademar Duwe PMDB                  | Otto Entres Filho PMDB Valdir Cezar Baretta PMDB      | 153    | Viva Santa Catarina (PMDB, PTRB, PMN, PSD, PV, PRP)               | 267.160 | 7,69%      |
| João de Lima PRN                  | João Geraldo Bernardes PRN Manoel Ramos PRN           | 362    | PRN (sem coligação)                                               | 86.363  | 2,49%      |
| Honorato Tomelin PL               | Eugênio Cordeiro PL Décio Gomes de Melo PL            | 222    | Nova Santa Catarina (PFL, PL)                                     | 86.325  | 2,48%      |
| Fontes:                           |                                                       |        |                                                                   |         |            |

## Deputados federais eleitos
São relacionados os candidatos eleitos com informações complementares da Câmara dos Deputados.

Representação eleita
  PMDB: 5
  PPR: 4
  PFL: 3
  PDT: 2
  PT: 2

| Número  | Deputados federais eleitos | Partido | Votação | Percentual | Cidade onde nasceu | Unidade federativa |
| 1540    | Luiz Henrique da Silveira  | PMDB    | 99.518  | 4,65%      | Blumenau           | Santa Catarina     |
| 1190    | Paulo Bauer                | PPR     | 71.852  | 3,36%      | Blumenau           | Santa Catarina     |
| 1112    | Mário Roberto Cavallazzi   | PPR     | 63.881  | 2,99%      | Florianópolis      | Santa Catarina     |
| 2599    | José Carlos Vieira         | PFL     | 63.421  | 2,96%      | Joinville          | Santa Catarina     |
| 1111    | João Pizzolatti            | PPR     | 58.490  | 2,73%      | Blumenau           | Santa Catarina     |
| 2511    | Paulo Bornhausen           | PFL     | 56.462  | 2,64%      | Blumenau           | Santa Catarina     |
| 1130    | Hugo Biehl                 | PPR     | 49.942  | 2,33%      | Piratuba           | Santa Catarina     |
| 1201    | Leonel Pavan               | PDT     | 48.682  | 2,28%      | Sarandi            | Rio Grande do Sul  |
| 1594    | João Batista Matos         | PMDB    | 46.919  | 2,19%      | Ituporanga         | Santa Catarina     |
| 1555    | Edison Andrino             | PMDB    | 45.659  | 2,13%      | Florianópolis      | Santa Catarina     |
| 2555    | Paulo Gouvêa               | PFL     | 43.196  | 2,02%      | Cachoeira do Sul   | Rio Grande do Sul  |
| 1515    | Edinho Bez                 | PMDB    | 40.421  | 1,89%      | Gravatal           | Santa Catarina     |
| 1560    | Neuto de Conto             | PMDB    | 40.240  | 1,88%      | Encantado          | Rio Grande do Sul  |
| 1340    | José Fritsch               | PT      | 39.581  | 1,85%      | Ipumirim           | Santa Catarina     |
| 1210    | Serafim Venzon             | PDT     | 30.072  | 1,41%      | Botuverá           | Santa Catarina     |
| 1333    | Milton Mendes              | PT      | 24.610  | 1,15%      | Laguna             | Santa Catarina     |
| Fontes: |                            |         |         |            |                    |                    |

## Deputados estaduais eleitos
Na disputa pelas quarenta cadeiras da Assembleia Legislativa de Santa Catarina.

Representação eleita
  PPR: 14
  PMDB: 10
  PFL: 6
  PT: 5
  PDT: 3
  PL: 1
  PSDB: 1

| Número  | Deputados estaduais eleitos | Partido | Votação | Percentual | Cidade onde nasceu | Unidade federativa |
| 25105   | Cesar Souza                 | DEM     | 36.115  | 1,62%      | Rio do Sul         | Santa Catarina     |
| 11100   | Eni Voltolini               | PPR     | 33.179  | 1,49%      | Corupá             | Santa Catarina     |
| 11135   | Lício Mauro da Silveira     | PPR     | 32.014  | 1,44%      | Joinville          | Santa Catarina     |
| 25200   | Onofre Agostini             | DEM     | 29.173  | 1,31%      | Ipê                | Rio Grande do Sul  |
| 11203   | Gilmar Knaesel              | PPR     | 27.841  | 1,25%      | Pomerode           | Santa Catarina     |
| 25222   | Ciro Roza                   | DEM     | 26.734  | 1,20%      | Blumenau           | Santa Catarina     |
| 11233   | Reno Caramori               | PPR     | 26.716  | 1,20%      | Getúlio Vargas     | Rio Grande do Sul  |
| 11134   | Wilson Wan-Dall             | PPR     | 26.590  | 1,19%      | Gaspar             | Santa Catarina     |
| 25210   | Adelor Vieira               | DEM     | 26.487  | 1,19%      | Blumenau           | Santa Catarina     |
| 15157   | Manoel Mota                 | PMDB    | 24.864  | 1,12%      | Araranguá          | Santa Catarina     |
| 11223   | Pedro Bittencourt Neto      | PPR     | 23.800  | 1,07%      | Florianópolis      | Santa Catarina     |
| 15155   | Sérgio Silva                | PMDB    | 22.635  | 1,02%      | Joinville          | Santa Catarina     |
| 11165   | Leodegar Tiscoski           | PPR     | 21.247  | 0,95%      | Sombrio            | Santa Catarina     |
| 11271   | Ivan Ranzolin               | PPR     | 20.975  | 0,94%      | Lages              | Santa Catarina     |
| 11123   | Udo Wagner                  | PPR     | 20.891  | 0,94%      | Guaramirim         | Santa Catarina     |
| 15194   | Luiz Roberto Herbst         | PMDB    | 20.862  | 0,94%      | Mafra              | Santa Catarina     |
| 15220   | Herneus de Nadal            | PMDB    | 20.793  | 0,93%      | Palmitos           | Santa Catarina     |
| 25122   | Geraldo Werninghaus         | DEM     | 20.752  | 0,93%      | Rio do Sul         | Santa Catarina     |
| 25155   | Júlio Teixeira              | DEM     | 19.849  | 0,89%      | Rio do Sul         | Santa Catarina     |
| 13212   | Carlito Merss               | PT      | 19.513  | 0,88%      | Porto União        | Santa Catarina     |
| 15180   | Luiz Marini                 | PMDB    | 19.366  | 0,87%      | Concórdia          | Santa Catarina     |
| 22123   | Jorginho Mello              | PL      | 19.104  | 0,86%      | Ibicaré            | Santa Catarina     |
| 11211   | Otávio Gilson dos Santos    | PPR     | 18.688  | 0,84%      | Paulo Lopes        | Santa Catarina     |
| 11133   | Jandir Bellini              | PPR     | 18.560  | 0,83%      | Ponte Serrada      | Santa Catarina     |
| 11245   | Odacir Zonta                | PPR     | 18.225  | 0,82%      | Encantado          | Rio Grande do Sul  |
| 11266   | Gervásio Maciel             | PPR     | 17.839  | 0,80%      | Palhoça            | Santa Catarina     |
| 11218   | Olices Santini              | PPR     | 17.745  | 0,80%      | Tenente Portela    | Rio Grande do Sul  |
| 15140   | Ivo Konell                  | PMDB    | 17.194  | 0,77%      | Jaraguá do Sul     | Santa Catarina     |
| 15210   | Varderlei Rosso             | PMDB    | 16.897  | 0,76%      | Urussanga          | Santa Catarina     |
| 13110   | Idelvino Furlanetto         | PT      | 16.583  | 0,74%      | Lagoa Vermelha     | Rio Grande do Sul  |
| 15270   | Romildo Titon               | PMDB    | 16.030  | 0,72%      | Tangará            | Santa Catarina     |
| 13111   | Volnei Morastoni            | PT      | 15.949  | 0,72%      | Rio do Sul         | Santa Catarina     |
| 15144   | Gelson Sorgato              | PMDB    | 15.715  | 0,71%      | Antônio Prado      | Rio Grande do Sul  |
| 15215   | João Henrique Blasi         | PMDB    | 15.556  | 0,70%      | Florianópolis      | Santa Catarina     |
| 12234   | Jaime Mantelli              | PDT     | 13.215  | 0,59%      | Chapecó            | Santa Catarina     |
| 12123   | Décio Ribeiro               | PDT     | 12.830  | 0,58%      | Lages              | Santa Catarina     |
| 12222   | Afonso Spaniol              | PDT     | 12.568  | 0,56%      | Itapiranga         | Santa Catarina     |
| 13200   | Neodi Saretta               | PT      | 11.921  | 0,54%      | Jaborá             | Santa Catarina     |
| 13123   | Ideli Salvatti              | PT      | 11.832  | 0,53%      | São Paulo          | São Paulo          |
| 45113   | Francisco Küster            | PSDB    | 10.865  | 0,49%      | São Joaquim        | Santa Catarina     |
| Fontes: |                             |         |         |            |                    |                    |